# روث جان باسكرفيل بوين
روث جان باسكرفيل بوين (بالإنجليزية: Ruth Jean Baskerville Bowen)‏ هي وكيلة مواهب وسيدة أعمال أمريكية، ولدت في 1924 في دانفيل في الولايات المتحدة، وتوفيت في 2009.